# Richford (hrabstwo Franklin)
Richford – jednostka osadnicza w Stanach Zjednoczonych, w stanie Vermont, w hrabstwie Franklin.